# Тишівка
Тишівка — річка у Берестовицькому районі, Гродненська область, Білорусь. Права притока річки Свіслоч (басейн Німану).

## Опис
Довжина річки 7 км.

## Розташування
Бере початок за 1,7 км на північний схід від села Тетерівки. Тече переважно на південний захід і за 1,1 км на захід від села Мінчикі впадає у річку Свіслоч, ліву притоку річки Німан.